# Refugee
Refugee — англійський прогресивний рок-гурт, з Лондона, створений у 1973 році.  

## Історія
Кіт Емерсон покинув гурт The Nice, щоб створити гурт Emerson, Lake & Palmer. 
Інші колишні учасники гурту The Nice, Лі Джексон та Браян Девісон, також створили власні гурти. Лі Джексон створив гурт Jackson Heights. Браян Девісон створив гурт Brian Davison's Every Which Way.
Після свого четвертого й останнього альбому, Bump 'n' Grind, який вийшов у 1973 році, гурт Jackson Heights шукав іншого клавішника для туру. Лі Джексон підійшов до Патріка Мораза, щоб запитати його, чи не хоче він приєднатися до гурту. Натомість Мораз запропонував створити новий гурт, зокрема з барабанщиком Брайаном Девісоном, який був у гурті The Nice разом із Джексоном. Вони запросили Фреда Манта (Fred Munt) менеджером, а дружина Манта, Гейл Колсон (Gail Colson), придумала назву гурту, Refugee.
Таким чином утворився гурт Refugee.
Музична преса характеризувала гурт Refugee як спробу відродити гурт The Nice.
Гурт Refugee підписав контракт з лейблом Charisma Records.
Гурт проводив репетиції до восьми годин щодня. Через кілька місяців після цього, гурт Refugee відіграв свій перший концерт на майданчику для концертів The Roundhouse, у Лондоні, 2 грудня 1973 року.
У 1974 році гурт записав свій єдиний студійний альбом Refugee на лейблі Island Studios у Лондоні. Музику написав Мораз на слова Джексона. Гурт Refugee виконав тур на підтримку альбому.
Гурт Refugee почав готувати матеріал для другого альбому, і принаймні одна пісня, яка мала бути включена до альбому, «One Left Handed Peter Pen», була зіграна на їхніх пізніших концертах.  
Гурт розпався в серпні 1974 року, коли Мораз прийняв пропозицію приєднатися до гурту Yes як заміна Ріку Вейкману, який залишив гурт.
На їхньому останньому концерті, який відбувся на майданчику для концертів The Roundhouse, 11 серпня 1974 року, Джексон оголосив, що це буде їхній останній виступ після відходу Мораза.
Девісон продовжив роботу з гуртом Gong.
Концертний альбом «Live in Concert Newcastle City Hall 1974» був випущений у 2007 році. У 2019 році був випущений бокс-сет із трьох дисків групи Refugee, до випуску увійшов студійний альбом гурту, концертний альбом і запис наживо на BBC Radio 1.

## Склад гурту
- Лі Джексон (Lee Jackson) — вокал, бас (колишній учасник гурту Nice),
- Браян Девісон (Brian Davison) — барабани (колишній учасник гурту Nice),
- Патрік Мораз (Patrick Moraz) — клавішні.

## Дискографія
- Refugee (1974)
- Live in Concert Newcastle City Hall 1974 (2007)